# Palomar Atlatongo
Palomar Atlatongo är en ort i Mexiko, tillhörande kommunen Teotihuacán i delstaten Mexiko. Palomar Atlatongo ligger i den centrala delen av landet och tillhör Mexico Citys storstadsområde. Orten hade 2 233 invånare vid folkmätningen 2010.